# Seaton Delaval
Seaton Delaval ist ein englischer Ort im Distrikt Blyth Valley in Northumberland mit über 7000 Einwohnern. 

## Sehenswürdigkeiten & Wirtschaft
Auf dem Gebiet des Ortes liegt die Seaton Delaval Hall, ein Landhaus des bekannten Architekten John Vanbrugh aus dem 18. Jahrhundert. Außerdem ist Seaton Delaval Standort einer Fabrik von Coty.

## Erwähnungen in der Pop-Kultur
Das Folk-Lied „Blackleg Miner“ erwähnt das Dorf (Oh Delaval is a terrible place/They rub wet clay in the blackleg's face.).